# Кроммелинк, Фернан
Фернан Кроммелинк (фр. Fernand Crommelynck; 1886—1970) — бельгийский драматург и журналист.

## Биография
Дебютировал как драматург в 1906 году. Снялся в нескольких киноролях. Из его пьес наиболее известна комедия «Великодушный рогоносец» (1921), она несколько раз экранизировалась (в фильме 1947 заглавную роль играл Жан-Луи Барро).

## Кроммелинк в России
В первом русском переводе Ивана Аксёнова пьеса называлась «Великодушный рогоносец» и впервые была поставлена в России в 1922 году В. Э. Мейерхольдом. В дальнейшем ставилась на сценах драматических театров СССР и России, в частности в Саратовском академическом театре драмы (1984, постановка А. И. Дзекуна). В театре «Сатирикон» шла в переводе Раисы Линцер под названием «Великолепный рогоносец» (1994, постановка П. Н. Фоменко).
Также в России ставились его пьесы «Холодно, горячо» (в переводе Р. Линцер пьеса называется "Холодно и горячо, или идея господина Дома") (Челябинск, Мастерская новой пьесы театра «Бабы»), «Прощай ты, ты, ты…» (та же пьеса, но с измененным названием) (МТЮЗ, постановка Генриетты Яновской).